# Rian Agung Saputro
Rian Agung Saputro (ur. 25 czerwca 1990 r.) – indonezyjski badmintonista, srebrny medalista mistrzostw świata, złoty medalista mistrzostw Azji, igrzysk Azji Południowo-Wschodniej oraz uniwersjady. Od 2017 roku występuje w grze podwójnej z Mohammadem Ahsanem.